# Dojlidy (gmina Butrymańce)
Dojlidy (lit. Dailidės) − miasteczko na Litwie, w gminie rejonowej Soleczniki, 4 km na południowy zachód od Butrymańców, zamieszkana przez 224 ludzi. Przed II wojną światową w Polsce, w powiecie lidzkim województwa nowogródzkiego.